# Pur-sang turc
Le Pur-sang turc, ou türk ingeliz, constitue la souche de chevaux Pur-sang importés en Turquie pour les sports hippiques. Il s'agit d'une des deux races de chevaux officiellement reconnues par le gouvernement turc. Il est essentiellement destiné au sport hippique, et ne diffère pas intrinsèquement des autres chevaux Pur-sang élevés dans le monde.

## Histoire
En langue turque, son nom est türk ingeliz, soit « Turc anglais ». Le Pur-sang turc diffère peu des autres souches de chevaux Pur-sang élevées dans le monde,. Il a gagné en popularité à la fin du XXe siècle et au début du XXIe siècle, avec l'expansion de la pratique du sport hippique en Turquie, et au détriment de l'Arabe turc, moins rapide que lui. Il devient la seconde race de chevaux élevée en Turquie à obtenir son propre registre généalogique.

## Description
Il mesure en moyenne 1,64 m, pour une fourchette allant de 1,55 m à 1,80 m. La robe est le plus souvent baie, alezane, plus rarement noire ou grise.

## Diffusion de l'élevage
Ces chevaux sont élevés dans le haras national de Karacabey, au centre d'insémination artificielle d'Izmit, et dans d'autres lieux du même type gérés par le Jockey Club turc, à Izmir-Torbali, Adana-Seyhan et Trakya-Silivri.